# Эстортуэр
Эстортуэр (фр. l'estortuaire) — атрибут короля (исключительно во Франции) во время охоты. Представляет собой жезл, которым король раздвигал ветви деревьев. Эстортуэр вручался главным ловчим.
В России эстортуэр стал известен главным образом благодаря Александру Дюма, который написал о нём в XI главе 1 тома своего романа «Графиня де Монсоро», в седьмой реплике Бюсси по отношению к Бриану де Монсоро.